# Ruiterstandbeeld stadhouder Willem III

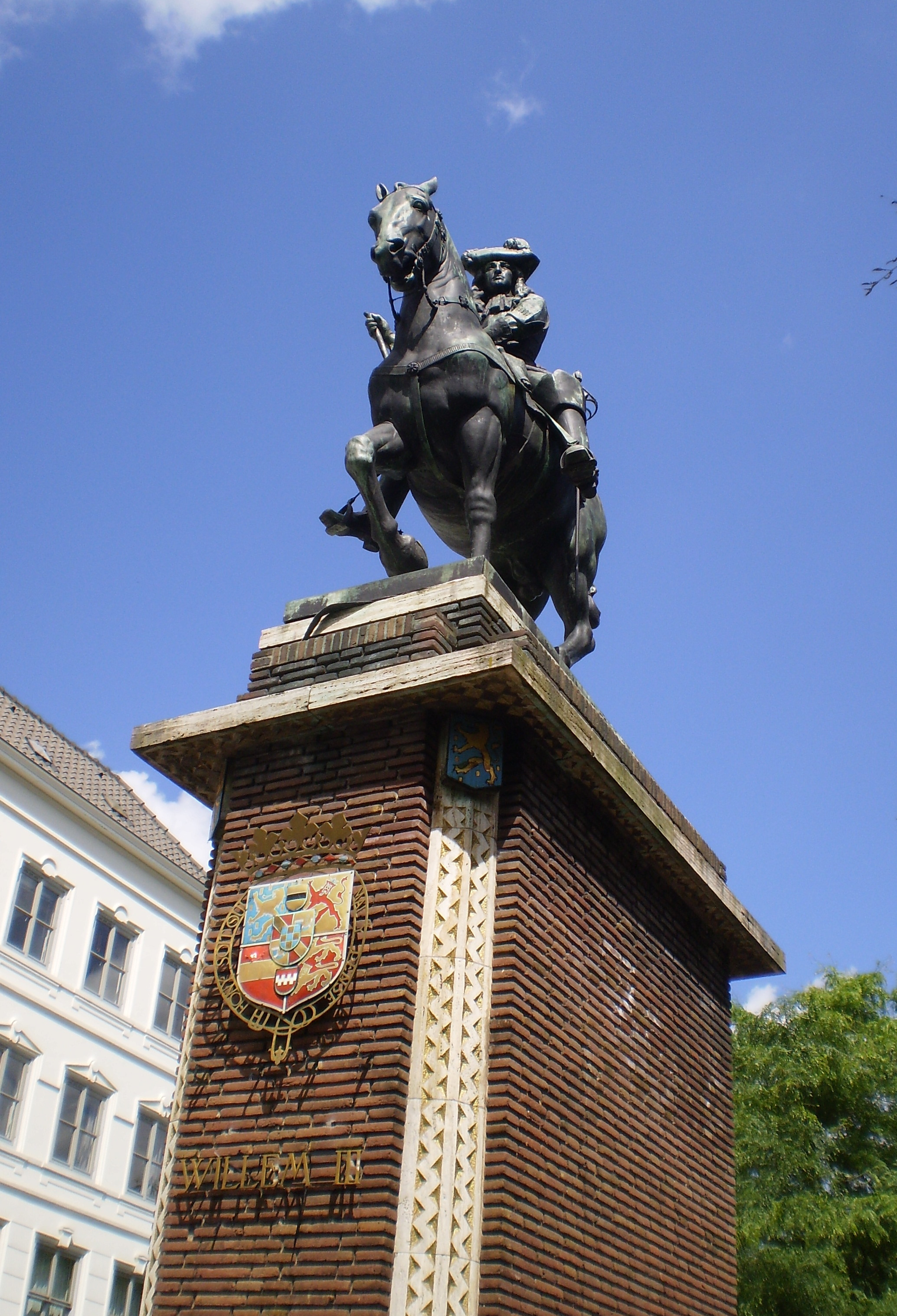
Monument Willem III

Het Monument van koning-stadhouder Willem III is een ruiterstandbeeld op het Kasteelplein in de binnenstad van Breda (in het stadsdeel Centrum). Het staat op loopafstand van het Kasteel van Breda en het Begijnhof. Het beeld werd op 8 oktober 1921 onthuld en is ontworpen door Toon Dupuis.
In 1902 werd een Nationaal Comité opgericht om in Nederland een standbeeld voor Willem III op te richten. De keuze voor plaatsing in Breda was te danken aan de nauwe banden die de stad had met het Huis Oranje-Nassau.
Op het voorplein van Kasteel Amerongen staat een kleinere kopie van het origineel.